# Dust Bowl

Harta statelor și comitatelor afectate de Dust Bowl între 1935 și 1938 pregătită inițial de Serviciul de conservare a solului. Cele mai grav afectate comitate din această perioadă sunt colorate.

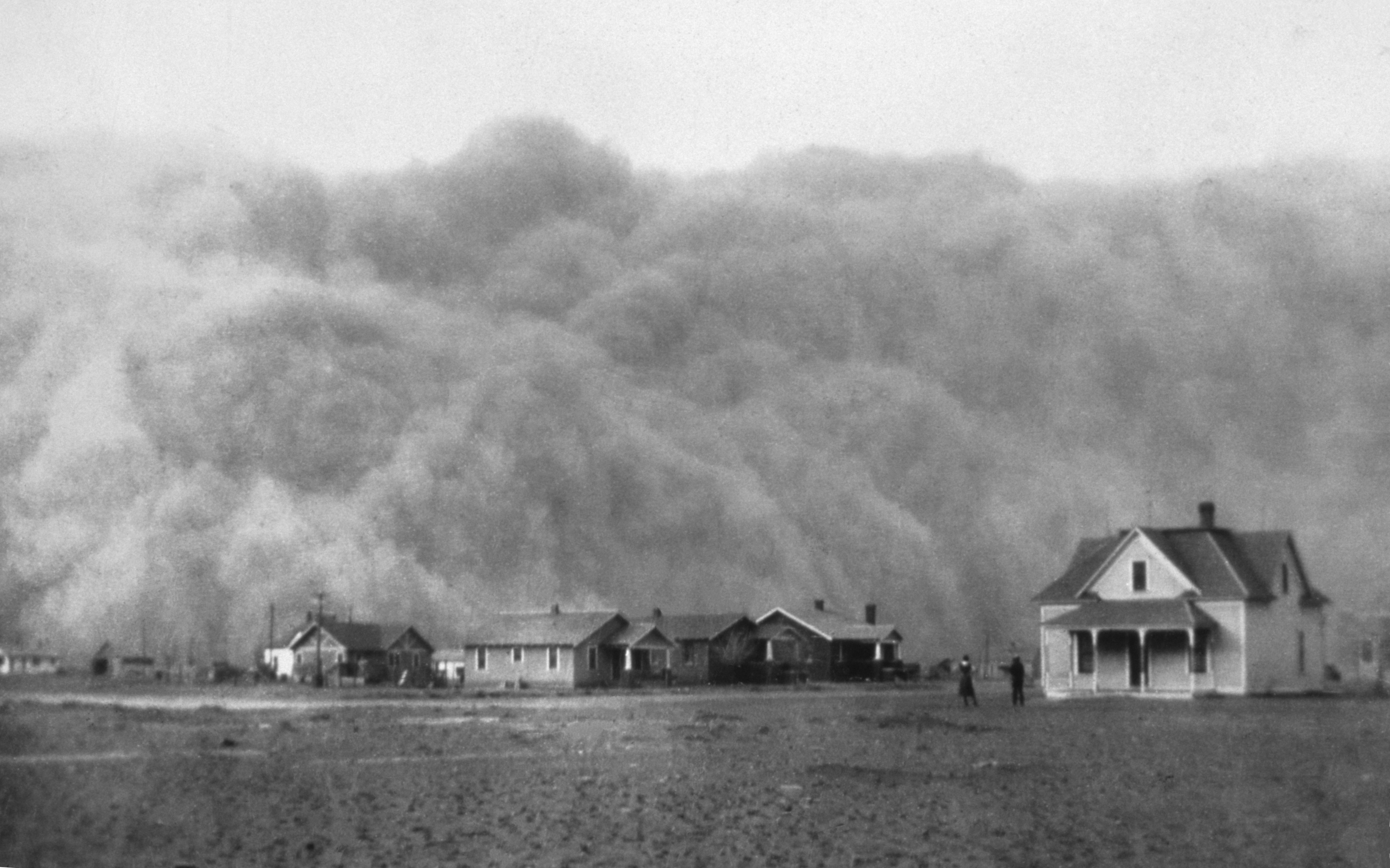
Texas, 1935

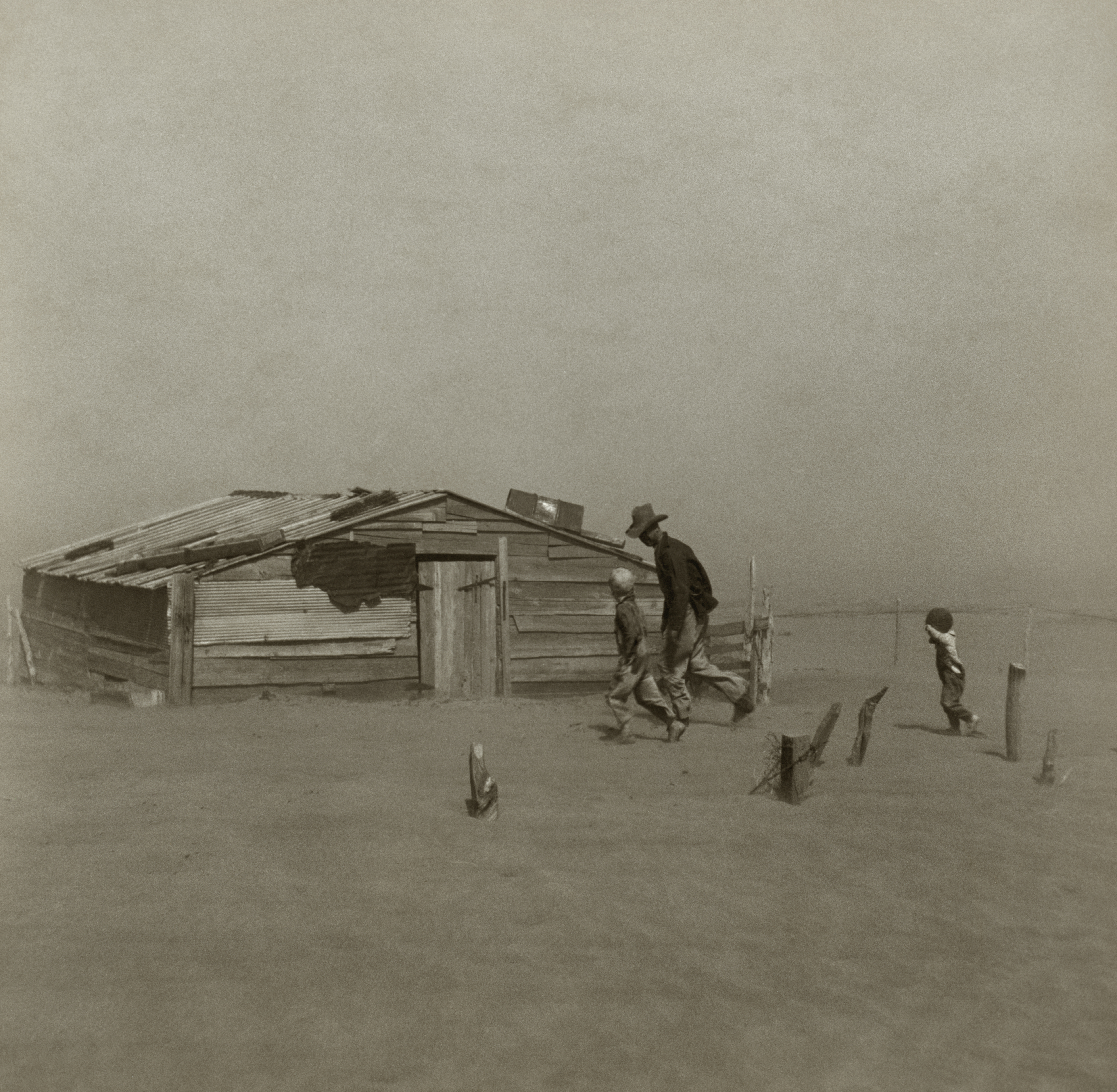
Oklahoma, 1936

Dust Bowl (de asemenea Dirty Thirties) a fost o perioadă de puternice furtuni de nisip, care s-au abătut asupra preriilor din SUA și Canada în anii 1930.

## Fenomenul de deșertificare
Fenomenul a fost activizat de seceta severă și de eșecul aplicării metodelor de creștere a „perdelelor” forestiere în zonele aride, destinate prevenirii eroziunii eoliene. Aratul adânc la scară mare a solului virgin din Marile Câmpii în deceniul precedent a îndepărtat ierburile native, adânc înrădăcinate în mod normal, scăzând umiditatea solului și provocând perioade de secetă și vânturi puternice. Mecanizarea rapidă a agriculturii, tractoarele și utilizarea la scară largă a combinelor de cereale, au jucat un rol semnificativ la transformarea pășunilor odinioară verzi în câmpuri aride.

## Istoric
În 1932 au fost înregistrate 14 furtuni de nisip, în 1933 deja 38. Cele mai puternice furtuni au avut loc între mai 1934 și aprilie 1935. Mase uriașe de sol au fost spulberate de vânt, neîntâmpinând obstacole în preria arată și cu vegetație naturală joasă, parcurgând sub formă de nori negri distanțe lungi până la Oceanul Atlantic. În anul 1934 aproximativ 40 milioane de hectare de pământ și-a pierdut parțial sau complet orizontul de humus, ca urmare a eroziunii eoliene. Ziua de 14 aprilie 1935 a fost numită Duminica Neagră din cauza norilor de praf întunecați care au acoperit lumina soarelui. În iarna anului 1934-1935 în New England zăpada a căzut cu mult praf roșu. În rândul populației din prerie, mai ales în Kansas și Oklahoma, s-a răspândit pneumonia de praf.
Seceta și eroziunea provocate de Dust Bowl au afectat în total 100 milioane de acri (400.000 km2), principalele state afectate fiind Texas și Oklahoma și precum și zonele adiacente din New Mexico, Colorado și Kansas.

## Reacția guvernului
Președintele Roosevelt a ordonat Corpului Civil de Conservare să planteze Great Plains Shelterbelt, o fâșie imensă de peste 200 de milioane de copaci din Canada până la Abilene, Texas, pentru a opri vântul, a reține apa în sol și a ține solul în loc. Administrația a început, de asemenea, să instruiască fermierii în ceea ce privește conservarea solului și tehnicile anti-eroziune, inclusiv rotația culturilor, cultivarea în benzi, aratul pe contur, terasarea și alte practici agricole îmbunătățite. În 1937 guvernul federal a început o campanie energică pentru a-i încuraja pe fermierii din zonele afectate de Dust Bowl să adopte metode de însămânțare și arat care să conserve solul. Guvernul a plătit fermierilor reticenți un dolar pe acru pentru a aplica noile metode. Până în 1938 efortul masiv de conservare a redus cantitatea de sol spulberat cu 65%. În toamna anului 1939, după aproape un deceniu de furtuni de praf, seceta s-a încheiat când precipitațiile regulate au revenit în cele din urmă în regiune. Guvernul a încurajat în continuare utilizarea metodelor de conservare pentru a proteja solul și ecologia Marilor Câmpii.